# كازو أوشيدا
كازو أوشيدا (باليابانية: 内田 一夫) (18 أبريل 1962 في اليابان – )؛ هو لاعب كرة قدم ياباني متقاعد.

## وصلات خارجية
- كازو أوشيدا على موقع قاعدة بيانات كرة القدم.إي يو (الإنجليزية)
- كازو أوشيدا على موقع Soccerway.com (الإنجليزية)
- كازو أوشيدا على موقع عالم كرة القدم.نت (الإنجليزية)

- J.League Data Site (باليابانية)